# Халікова Саїда Ахмедівна
Саїда Ахмедівна Халікова (1 січня 1912, місто Бухара, тепер Узбекистан — 10 грудня 1975, місто Душанбе, тепер Таджикистан) — таджицька радянська діяч, секретар ЦК КП(б) Таджикистану. Член Бюро ЦК КП(б) Таджикистану в 1948—1954 роках. Депутат Верховної ради Таджицької РСР. Депутат Верховної Ради СРСР 3—4-го скликань.

## Життєпис
Народилася в родині службовця.
У 1929—1931 роках — голова фабричного комітету шовкомотальної фабрики міста Бухари Узбецької РСР.
У 1931—1933 роках — голова правління об'єднання громадського харчування «Общепит» міста Бухари.
У 1933—1934 роках — голова профспілки працівників державної торгівлі та кооперації в Узбецькій РСР.
З лютого по травень 1934 року — завідувач організаційного відділу тресту «Общепит» у місті Ташкенті Узбецької РСР.
У 1934—1936 роках — заступник завідувача відділу інформації ЦК ЛКСМ Таджикистану. У 1936—1937 роках — завідувач сектору обліку ЦК ЛКСМ Таджикистану.
У 1937—1939 роках — завідувач відділу рукописів Державної бібліотеки міста Сталінабада Таджицької РСР.
У 1939—1940 роках — 1-й секретар Желєзнодорожного районного комітету ЛКСМ Таджикистану міста Сталінабада.
Член ВКП(б) з 1940 року.
У 1940—1942 роках — 1-й секретар Сталінабадського міського комітету ЛКСМ Таджикистану.
У 1942—1943 роках — завідувач сектору кадрів радянських органів відділу кадрів ЦК КП(б) Таджикистану.
У 1943—1945 роках — секретар ЦК ЛКСМ Таджикистану із кадрів.
У 1945—1948 роках — заступник секретаря Сталінабадського міського комітету КП(б) Таджикистану — завідувач відділу торгівлі і громадського харчування Сталінабадського міського комітету КП(б) Таджикистану.
У 1948 році — 1-й секретар Сталінабадського районного комітету КП(б) Таджикистану Сталінабадської області.
У 1948 — 20 січня 1954 року — секретар ЦК КП(б) Таджикистану.
1 березня 1954 — 1958 року — заступник голови Президії Верховної ради Таджицької РСР.
З 1958 року — персональний пенсіонер. Померла 10 грудня 1975 року в місті Душанбе.

## Нагороди
- орден Леніна
- орден Трудового Червоного Прапора
- медалі
- Почесна грамота Президії Верховної ради Таджицької РСР